# Упркос свему (филм)
„Упркос свему” је југословенско-совјетски филм први пут приказан 6. јуна 1974 године. Режирао га је Јуриј Илyенко а сценарио је написао Никола Вавић

## Улоге
| Глумац             | Улога                  |
| ------------------ | ---------------------- |
| Владимир Поповић   | Петар I Петровић Његош |
| Боро Беговић       | Саво                   |
| Илија Божовић      | Миро                   |
| Даринка Ђурашковић | Бојанина мајка         |
| Вељко Мандић       | Богдан                 |
| Петар Перишић      | Мираш                  |
| Саша Рогановић     | Син Јоков              |
| Владимир Шакало    | Бушатлија              |
| Богдан Ступка      | Симеон                 |
| Драгица Томаш      | Жена Јокова            |